# Marimatha tortricodia
Marimatha tortricodia är en fjärilsart som beskrevs av Embrik Strand 1920. Marimatha tortricodia ingår i släktet Marimatha och familjen nattflyn. Inga underarter finns listade i Catalogue of Life.